# Operace Suvorov
Operace Suvorov, nazvaná též jako Druhá bitva o Smolensk či Smolenská operace probíhala od 7. srpna do 2. října 1943. Jednalo se o zdlouhavé a těžké boje, které skončily osvobozením Smolenska a okolí od německé okupace.

## Situace před bitvou
Po skončení bitvy u Kurska ztratilo německé velení poslední šanci udržet na východní frontě rovnováhu sil. Sovětská vojska vytlačila Wehrmacht z ruských oblastí SSSR, Rudá armáda osvobodila Orel a Bělgorod a 23. srpna 1943 byl osvobozen ukrajinský Charkov. Počátkem srpna 1943 Hitler přikázal budovat tzv. Ostwall, obrannou linii Panther-Wotan, sahající od Finského zálivu až k Azovskému moři. Jedním z center obrany se mělo stát město Smolensk, které bylo klíčovým dopravním uzlem a jehož zhroucení by znamenalo vážnou trhlinu v německé koncepci obrany. Nejdůležitější oporou této linie byla třetí největší evropská řeka Dněpr, která měla dle Hitlera zadržet postup Rudé armády. Tato obranná linie se stala cílem sovětského letního a podzimního tažení a její dobytí se nazývá jako bitva o Dněpr. Smolenská bitva bývá někdy uváděna jako součást této gigantické operace.
Němci si byli vědomi významu Smolenska a proto se na sovětský útok náležitě připravili. Ve velkém pásmu do hloubky až 130 km bylo vybudováno několik mohutných obranných linií, které sestávaly jak z lehkých opevnění, tak z betonových pevnůstek, protitankových i protipěchotních zátarasů, minových polí, vodních příkopů, a dalších obranných zařízení. Němci měli výhodu lepších komunikací než Sověti a po kolejích mohli přepravovat jak zásoby z okupované Evropy, tak měli umožněnu přepravu vojsk z jiných částí fronty.

## Sovětské útoky

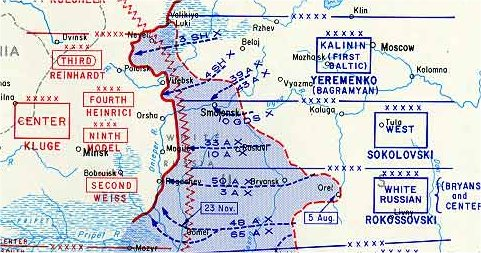
Detail Smolenské operace

První sovětský útok na německá postavení začal 7. srpna v časných ranních hodinách mohutnou dělostřeleckou přípravou. V 6.30 hodin zahájily jednotky Rudé armády postup na Rosavl a Smolensk. Útočící vojska však narazila na dobře zkonsolidovanou obranu a postup se zastavil. Německá vojska začala podnikat protiútoky podporované tanky. Aby došlo k znemožnění přesunu německých vojsk v týlu, sovětští partyzáni zahájili koordinované sabotážní akce proti železnici. Přes všechnu snahu Rudé armády však k rychlé porážce Němců nedošlo. Poziční boje se střídajícími se útoky a protiútoky trvaly nadále.
Na konci měsíce srpna došlo k zahájení bitvy o Dněpr. I na smolenském úseku se dala Rudá armáda znovu do pohybu. Její nový útok začal 28. srpna 90 minutovou těžkou dělostřeleckou palbou a leteckými útoky. Poté zaútočila sovětská vojska, která uskutečnila průlom do hloubky až 25 kilometrů. Následující den došlo k dalším útokům sovětských tankových sborů, které dosáhly okolí města Jelňa. 30. srpna se sovětská vojska pokusila Jelňu obklíčit a Němci byli nuceni město vyklidit. 3. září dosáhla Rudá armáda na tomto úseku východní břeh Dněpru. Dobře se začala vyvíjet i situace u Brjanska a i zde se podařilo sovětským vojskům vytlačit německé síly.

## Závěrečná fáze operace
Počátkem září byla útočící sovětská vojska doplněna zálohami a připravena na další pokračování útoku. 7. září došlo k další dělostřelecké přípravě, po níž následoval útok sovětských vojsk. Po čtyřech dnech bitvy obsadila Rudá armáda město Duchovščina, které bylo klíčem ke Smolensku. 19. září byla prolomena fronta na 40 kilometrovém úseku a 25. září byl konečně osvobozen Smolensk. Fronta se zastavila 2. října na čáře Vitebsk – Orša – Mohylev.
Smolenská operace byla rozhodným sovětským vítězstvím, avšak za cenu velkých ztrát. Jestliže Němci měli 200 - 250 tisíc mrtvých a raněných, ztráty Rudé armády činily 450 tisíc mrtvých a raněných. Sověti postoupili o 200-250 kilometrů na západ a zajistili si důležité strategické město, které bylo přístupem k Moskvě. Osvobodili území, které bylo dlouho pod německou okupací a kde byly páchány jednotkami Waffen SS, Einsatzgruppen i Wehrmachtu válečné zločiny. V oblasti byl zničen téměř veškerý průmysl a velká část zemědělství. Ve Smolenské oblasti bylo zničeno téměř 80 % domů ve městech a 50 % na venkově, vážně byla poničena i infrastruktura.